# California Department of Fair Employment and Housing v. Activision Blizzard
California Department of Fair Employment and Housing v. Activision Blizzard ist eine Klage, die von der California Department of Fair Employment and Housing (DFEH), jetzt Civil Rights Department (CRD), im Juli 2021 gegen den Videospielentwickler Activision Blizzard eingereicht wurde. In der Klage wird behauptet, dass das Management von Activision Blizzard sexuelles Fehlverhalten gegenüber weiblichen Angestellten zuließ und manchmal sogar förderte und dass die Einstellungs- und Beschäftigungspraktiken des Unternehmens diskriminierend gegenüber Frauen waren.
Nachdem Activision Blizzard die Behauptungen in der Klage als falsch zurückgewiesen hatte, unterzeichneten mehr als 2600 der 9500 Mitarbeiter des Unternehmens einen offenen Brief, in dem sie das Unternehmen aufforderten, die Vorwürfe ernst zu nehmen und Änderungen vorzunehmen. Obwohl Activision-CEO Bobby Kotick später versprach, dass das Unternehmen die Vorwürfe intern prüfen würde, waren die Mitarbeiter mit dieser Antwort nicht zufrieden. Die Mitarbeiter legten am 28. Juli 2021 die Arbeit nieder. Die Klage der DFEH löste eine separate Sammelklage der Aktionäre von Activision Blizzard auf Bundesebene aus, in der behauptet wurde, das Unternehmen sei seinen treuhänderischen Pflichten gemäß dem Securities Exchange Act nicht nachgekommen. Ein späterer Untersuchungsbericht des Wall Street Journal, der im November 2021 veröffentlicht wurde, behauptete, dass Kotick seit Jahren von den Vorwürfen des Fehlverhaltens wusste, aber nichts unternahm, was die Mitarbeiter dazu veranlasste, ein zweites Mal die Arbeit niederzulegen, und sie und andere Stimmen in der Spieleindustrie forderten den Rücktritt von Kotick.
In Verbindung mit den Vorwürfen von Fehlverhalten und Diskriminierung bei den Spieleentwicklern Riot Games und Ubisoft zur gleichen Zeit wird die DFEH-Klage von Analysten, Akademikern und Medien wie The New York Times, The Guardian und CNN als Zwang für die Videospielindustrie gesehen, sich mit der MeToo-Bewegung auseinanderzusetzen und die Möglichkeit einer gewerkschaftlichen Organisation zum besseren Schutz der Arbeitnehmer in Betracht zu ziehen.

## Hintergrund Activision
Activision Blizzard entstand im Juli 2008 aus dem Zusammenschluss von Activision Inc. und Vivendi Games, einer Unterabteilung des französischen Medienkonglomerats Vivendi, dem Blizzard Entertainment gehörte. Die Fusion wurde durch das schnelle Wachstum von Blizzards Vorzeigeprodukt, dem abonnementbasierten Massively Multiplayer Online Game (MMO) World of Warcraft, beeinflusst. Zu dieser Zeit hatte Activision noch keine MMO-Spiele entwickelt. Nach der Genehmigung der Fusion wurde Activision Inc. in Activision Blizzard umbenannt. Activision Publishing wurde gegründet, um die bestehenden Activision-Studios unterzubringen, und Blizzard Entertainment blieb eine Abteilung innerhalb des größeren Unternehmens.
Vivendis Anteil an Activision Blizzard wurde schließlich 2014 vollständig von den Activision-Aktionären übernommen. Im Februar 2016 expandierte das Unternehmen mit der Übernahme von King, dem Entwickler und Herausgeber von Candy Crush Saga für mobile Spiele, erheblich. King wurde zur dritten großen Sparte von Activision Blizzard.
Seit 1991 ist Bobby Kotick CEO von Activision und Activision Blizzard. Activision Blizzard ist der größte nordamerikanische Herausgeber von Videospielen, gemessen am Umsatz, und übertrifft damit Electronic Arts und Take-Two Interactive. Für das Geschäftsjahr 2020 meldete Activision Blizzard einen Umsatz von über 8 Milliarden US-Dollar.
Seit etwa 2018 gab es bei Blizzard Entertainment Veränderungen im Unternehmen, wie etwa den Weggang von Blizzards Mitbegründer Mike Morhaime und eine stärkere Fokussierung auf Mobile Gaming auf Kosten von Blizzards traditionellerem PC-Gaming-Hintergrund. PC Gamer vertrat die Ansicht, dass einige dieser Veränderungen auf den Einfluss des Mutterkonzerns Activision zurückzuführen sein könnten, der Blizzard in Richtung eines profitableren Unternehmens lenkt. Jason Schreier von Bloomberg News berichtete über den Einfluss von Activision auf die schlechte Qualität von Warcraft 3: Reforged, einem Remake von Warcraft III, im Jahr 2020. Activision sah zum Zeitpunkt der Entwicklung im Jahr 2017 keinen großen Wert in Remastern und setzte Blizzard stattdessen unter Druck, sich auf neuere Spiele zu konzentrieren, so Schreier. Dies führte dazu, dass das Entwicklungsbudget für Reforged erheblich gekürzt wurde, was sich auf die Qualität des Spiels auswirkte, und dass das Classic-Games-Team innerhalb von Blizzard nach der Veröffentlichung des Spiels aufgelöst wurde.

## Hintergrund Industrie
Die Geschlechterdemografie in der Videospielindustrie ist eher männlich geprägt, insbesondere im Gegensatz zur Demografie der Videospieler. Zwar haben sich die Unternehmen bemüht, die Vielfalt bei der Einstellung von Mitarbeitern zu verbessern, doch schätzte die International Game Developers Association 2017, dass nur etwa 20 % der Mitarbeiter in der Videospielentwicklung Frauen sind, während die Entertainment Software Association im selben Jahr schätzte, dass 41 % der Gamer Frauen sind.
Ab 2021 sind 80 % der Mitarbeiter von Activision Blizzard männlich, und nach dem Weggang von Jen Oneal ist die oberste Führungsebene des Unternehmens ausschließlich männlich. Die Kluft zwischen den Geschlechtern ergibt sich aus einer Rückkopplungsschleife, in der Frauen weniger geneigt sind, in die Branche einzusteigen, weil sie sowohl in der Branche als auch bei den Videospielen nicht ausreichend vertreten sind, sowie aus typisch akzeptierten Praktiken in der Branche wie „Crunch Time“ und langen Arbeitszeiten.
Vor der Klage gegen Blizzard wurde das California Department of Fair Employment and Housing (DFEH) mit einer ähnlichen Angelegenheit bei Riot Games befasst. Das DFEH untersuchte Riot seit 2018 wegen Vorwürfen von Fehlverhalten und Diskriminierung am Arbeitsplatz, als im November 2018 eine Gruppe weiblicher Angestellter die Unternehmensleitung wegen Diskriminierung am Arbeitsplatz und Versäumnissen bei der Behandlung des Fehlverhaltens anderer Angestellter verklagte. Riot hatte sich 2019 mit der Sammelklägergruppe auf einen Vergleich in Höhe von 10 Millionen US-Dollar geeinigt, aber die DFEH behauptete aufgrund ihrer Untersuchung, dass dies zu wenig sei und der Gruppe mindestens 400 Millionen US-Dollar zustünden. Die Gruppe zog ihre Zustimmung zu dem Vergleich zurück, so dass die Klage ab Februar 2021 weitergeführt wurde.
Ubisoft erlebte in den Jahren 2020 und 2021 einen ähnlichen Konflikt. Dem französischen Entwickler und Publisher, der weltweit Studios unterhält, wurde vorgeworfen, dass das Management und die Personalabteilung jahrelang sexuelles Fehlverhalten gegenüber weiblichen Angestellten ignoriert hätten. Während einige Mitarbeiter entlassen wurden und die oberste Führungsebene erklärte, sie werde ihre Prozesse verbessern, um dies zu verhindern, behaupteten mehrere Mitarbeiter 2021, dass sich wenig geändert habe, und verwiesen auf die Tatsache, dass einige der in den Untersuchungen genannten Manager in andere Studios versetzt wurden, anstatt sie zu entlassen. Die französische Gewerkschaftsgruppe Solidaires Informatique reichte 2021 zwei Klagen von Mitarbeitern gegen Ubisoft ein, die behaupteten, das Unternehmen habe nicht auf Berichte über sexuelles Fehlverhalten reagiert.
Obwohl es in der Videospielbranche weitere Einzelfälle von sexuellem Fehlverhalten einer Person gegenüber anderen gab, haben Reporter des Guardian, der Time und der New York Times beobachtet, dass die Branche noch nicht das Gewicht der MeToo-Bewegung gespürt hatte, das andere Branchen im Jahr 2021 hatten.  Brianna Wu, eine von mehreren Frauen in der Spielebranche, die infolge der Gamergate-Kampagne erheblichen Belästigungen ausgesetzt waren, sagte, dass es in der Videospielbranche sichtbare Vorfälle von sexuellem Fehlverhalten und Frauenfeindlichkeit gegenüber weiblichen Entwicklern gegeben habe, bei denen die Schuldigen entlassen wurden. Sie argumentierte jedoch, dass die Auswirkungen dieser Vorfälle noch nicht das gleiche Maß an Veränderung erreicht haben, wie es die MeToo-Bewegung in anderen Medienbranchen bewirkt hat, und erklärte, dass „unsere Branche nichts weiter als Augenwischerei betrieben hat, um die Belästiger loszuwerden“.

## Klage
In der Klage wird behauptet, dass Activision Blizzard weibliche Angestellte regelmäßig sexuell belästigt und Diskriminierung und Vergeltungsmaßnahmen erfahren. Die DFEH beantragte eine einstweilige Verfügung, um Activision Blizzard zu verpflichten, die staatlichen Arbeitnehmerschutzbestimmungen einzuhalten und Schadensersatz für weibliche Angestellte zu fordern, der unbezahlte Löhne, Gehaltsanpassungen, Gehaltsnachzahlungen sowie entgangene Löhne und Leistungen umfassen würde. In der Klage wird behauptet, dass Activision Blizzard und seine Belegschaft, die zu 80 % aus Männern besteht, zu einer feindseligen Atmosphäre gegenüber weiblichen Beschäftigten beitragen. Die Anschuldigungen konzentrieren sich hauptsächlich auf Berichte über Fehlverhalten am Arbeitsplatz bei Blizzard Entertainment, obwohl auch behauptet wird, dass ähnliche Probleme bei Activision und seinen Studios aufgetreten sind.
In der Klage wird beschrieben, dass männliche Angestellte während der Arbeitszeit Videospiele spielten, während sie ihre Arbeit an weibliche Angestellte delegierten, dass sie sexuelle Scherze machten und weiblichen Kollegen Avancen machten und Witze über Vergewaltigungen machten. Sowohl in den Activision- als auch in den Blizzard-Studios erlaubte und förderte das Management angeblich Verhaltensweisen, bei denen männliche Angestellte von Kabine zu Kabine gingen, viel tranken und sich unangemessenen Annäherungsversuchen und körperlichen Berührungen gegenüber weiblichen Angestellten hingaben.
In der Klage wurde Alex Afrasiabi, der ehemalige Creative Director von World of Warcraft, als eine Person genannt, die im Mittelpunkt mehrerer dieser Anschuldigungen stand, einschließlich einer Behauptung in der geänderten Klage der ehemaligen Software-Ingenieurin Cher Scarlett, dass sie von Afrasiabi bei einer Arbeitsveranstaltung belästigt worden sei und dass eine Freundin ihr erzählt habe, sie habe ein Jahr zuvor auf der BlizzCon etwas Ähnliches erlebt. Activision Blizzard berichtete später, dass Afrasiabi Mitte 2020 wegen Fehlverhaltens entlassen wurde, nachdem eine eigene interne Untersuchung ergeben hatte, dass er und zwei weitere Personen für ähnliches Fehlverhalten zwischen 2018 und 2020 verantwortlich waren. Andere Teile der Klage konzentrierten sich auf die diskriminierende Behandlung weiblicher Angestellter, insbesondere farbiger Frauen, bei Einstellung, Bezahlung, Zuweisung, Beförderung sowie Entlassung. Berichten zufolge wurden Frauen durchgängig schlechter bezahlt und ihnen wurden weniger Aktien und Leistungsprämien angeboten als ihren männlichen Kollegen, und zwar von der Einstellung an bis zum Ende ihrer Beschäftigung.
Einige der von der DFEH behaupteten Faktoren standen im Zusammenhang mit der unzureichenden Meldung von Belästigungen am Arbeitsplatz, aber in der Klage wird auch behauptet, dass Activision Blizzard es insgesamt versäumt hat, die Vielfalt bei der Einstellung und Beförderung zu berücksichtigen.
Die Klage des DFEH wurde am 24. August 2021 erweitert, um neben den Festangestellten auch Zeit- und Vertragsarbeiter einzubeziehen, da das kalifornische Recht auch die Rechte von Zeitarbeitern schützen sollte. In der geänderten Klage wurde Activision Blizzard auch beschuldigt, die Ermittlungen der DFEH in diesem Fall zu behindern, da die Personalabteilung des Unternehmens wichtige Dokumente, die die DFEH angefordert hatte, geschreddert habe. Activision Blizzard erklärte in seiner Antwort, dass „wir jeder ordnungsgemäßen Anfrage zur Unterstützung der Untersuchung nachgekommen sind, obwohl wir Reformen durchgeführt haben, um sicherzustellen, dass unsere Arbeitsplätze einladend und sicher für jeden Mitarbeiter sind.“ Der Richter des Los Angeles County Superior Court, Timothy P. Dillon, stimmte der geänderten Klage im Februar 2022 zu und setzte einen voraussichtlichen Prozessbeginn im Februar 2023 fest.

## Untersuchungen von Medien
Laut Jason Schreier von Bloomberg News lag der Hauptgrund für die Beschwerde über Fehlverhalten bei Blizzard Entertainment darin, dass die Abteilung ihre Top-Entwickler und das Management wie „Rockstars“ behandelte, was sie für jede Beschwerde gegen sie nahezu unantastbar machte. Einige Mitarbeiter, die mit Schreier sprachen, gaben an, dass sich die Einstellung im Unternehmen änderte, als World of Warcraft zwischen 2003 und 2005 rapide an Popularität gewann, und dass dieser Wandel den Beginn der in der Klage genannten Probleme markierte. Top-Entwickler, die an der BlizzCon, dem jährlichen Treffen von Blizzard mit Spielern, teilnahmen, betrachteten die weiblichen Teilnehmer (Berichten zufolge) nicht als Spieler, sondern als Groupies und erwarteten sexuelle Gefälligkeiten von ihnen.
Schreier gab an, dass diese Einstellung bei Activision Blizzard bis in die 2010er Jahre anhielt, was zum Teil auf den Frauenanteil von etwa 20 % und den Druck des Studios auf die Mitarbeiter zurückzuführen war, persönliche Zeit- und Gehaltsopfer für die Arbeit in dem renommierten Studio zu bringen. Aja Romano von Vox beschreibt, dass diese Art von „Rockstar“-Haltung in großen Studios wie Activision Blizzard und Ubisoft fortbesteht und neue Mitarbeiter dazu zwingt, lange Arbeitszeiten einzuhalten, um ihr Engagement für das Handwerk und das Unternehmen unter Beweis zu stellen, oder andernfalls möglicherweise gefeuert zu werden. Die männlich dominierte Kultur, insbesondere bei denjenigen, die mit Videospielen aufgewachsen sind, kann laut Romano möglicherweise eine Kultur der „beiläufigen Frauenfeindlichkeit“ mit sich bringen, die sich dann leicht in einen frauenfeindlichen Arbeitsplatz verwandeln kann.
Shannon Liao von der Washington Post sprach auch mit ehemaligen Mitarbeitern, von denen viele angaben, dass Blizzard eine „Trinkkultur“ hatte. In den Büros gab es reichlich Alkohol, und die Mitarbeiter wurden bei Firmenveranstaltungen wie der BlizzCon regelmäßig betrunken. Diese Art von Aktivitäten wurden 2019 eingedämmt, indem der Alkoholkonsum in den Büros stark reduziert und die Mitarbeiter bei öffentlichen Veranstaltungen auf zwei Getränke beschränkt wurden.
Mitarbeiter von Activision Blizzard, die mit Schreier sprachen, sagten, dass einige Beschwerden über das feindselige Umfeld des Unternehmens nicht gemeldet wurden, weil einige Führungskräfte dafür bekannt waren, solche Vorfälle zu ignorieren. Blizzard scheute auch davor zurück, diese Probleme der Muttergesellschaft Activision zu melden, die intern als das „Auge Saurons“ bezeichnet wurde, da man Vergeltungsmaßnahmen fürchtete, falls die Probleme bekannt würden.
In einem Untersuchungsbericht des Wall Street Journal vom 16. November 2021 wurde festgestellt, dass Kotick sich des Fehlverhaltens im Unternehmen durchaus bewusst war, aber wenig dagegen unternommen hatte. Der Bericht beschreibt das Beispiel einer ehemaligen Mitarbeiterin der Activision-Tochter Sledgehammer Games, die angab, 2016 und 2017 von ihrem männlichen Vorgesetzten vergewaltigt worden zu sein, nachdem sie gezwungen worden war, sich bei Arbeitsveranstaltungen zu betrinken. Sie hatte die Vorfälle der Geschäftsleitung gemeldet, doch es wurde nichts unternommen. Stattdessen einigte sich das Unternehmen mit ihr auf einen Vergleich, nachdem sie eine Klage gegen sie eingereicht hatten. Laut internen Dokumenten, die vom Wall Street Journal eingesehen wurden, hatte Kotick von diesem und ähnlichen Vorfällen gewusst, es aber versäumt, die Aktionäre zu informieren, was im Widerspruch zu seinen jüngsten Erklärungen stand, die er zu Beginn der Klage der DFEH abgegeben hatte. In einem anderen in dem Bericht genannten Fall wurde Dan Bunting, der Mitbegründer von Treyarch Studios, 2017 des Fehlverhaltens beschuldigt. Eine interne Untersuchung hatte zu dem Vorschlag geführt, Bunting zu entlassen, aber Kotick hatte Berichten zufolge aufgrund des Erfolgs seines Studios mit der Call-of-Duty-Reihe sein Veto eingelegt, und stattdessen wurde er zu einer Beratung bestellt. Eine zweite, externe Untersuchung von Buntings Verhalten im Jahr 2020 kam zu demselben Schluss, Bunting zu entlassen, aber erst als das Wall Street Journal mit seiner Untersuchung begann, wurde Bunting tatsächlich aus dem Unternehmen entfernt. Der Bericht beschreibt auch spezifische Fälle von Kotick, die in Fehlverhalten verwickelt waren, darunter ein Fall, in dem er drohte, einen Esel zu töten.

## Gleichzeitige EEOC-Klage
Eine separate Untersuchung der Equal Employment Opportunity Commission (EEOC) wurde zur gleichen Zeit wie die der DFEH und der SEC bekannt, die seit etwa Mai 2020 lief. Activision Blizzard und die EEOC befanden sich im September 2021 in Vergleichsgesprächen, als diese Untersuchung öffentlich bekannt wurde.
Die EEOC reichte am 27. September 2021 beim Bundesbezirksgericht für Zentral-Kalifornien eine förmliche Klage gegen Activision Blizzard ein, da sie „nicht in der Lage war, durch informelle Methoden eine akzeptable Schlichtungsvereinbarung zu erzielen“. Mit der Klage wurde ein Schwurgerichtsverfahren angestrebt, um die von der EEOC erhobenen Vorwürfe der allgegenwärtigen sexuellen Belästigung und Diskriminierung zu überprüfen, sowie eine einstweilige Verfügung, mit der das Unternehmen verpflichtet werden sollte, das rechtswidrige Verhalten einzustellen und den betroffenen Mitarbeitern Entschädigung zu zahlen. Am selben Tag gab Activision Blizzard bekannt, dass es sich mit der EEOC auf einen Vergleich geeinigt hat, der noch von einem Gericht genehmigt werden muss. Im Rahmen des Vergleichs erklärte das Unternehmen, dass es einen Entschädigungsfonds in Höhe von 18 Millionen Dollar für Mitarbeiter einrichten wird, die sich gegen die vorgeschriebene Belästigung am Arbeitsplatz wehren wollen.[48] In einer Erklärung erklärte Kotick: „In unserem Unternehmen ist kein Platz für Diskriminierung, Belästigung oder Ungleichbehandlung jeglicher Art, und ich bin den Mitarbeitern dankbar, die mutig ihre Erfahrungen mitgeteilt haben. Es tut mir leid, dass irgendjemand unangemessenes Verhalten erfahren musste, und ich bleibe in meinem Engagement, Activision Blizzard zu einem der weltweit inklusivsten, respektiertesten und respektvollsten Arbeitsplätze zu machen, unerschütterlich.“
Das Vergleichsangebot wurde von der Campaign to Organize Digital Employees, einem Projekt der Communications Workers of America (CWA), kritisiert, die die 18 Millionen Dollar im Vergleich zum geschätzten Nettovermögen von Activision-Blizzard in Höhe von 72 Milliarden Dollar als „bloßen Pfennig“ und als „Schlag ins Gesicht der Arbeitnehmer, die [seit Jahren] mit giftigen Arbeitsbedingungen zu kämpfen haben“ bezeichnete. Die CWA selbst erhob ebenfalls formell Einspruch gegen den Vergleich und versuchte, sich an der rechtlichen Lösung zu beteiligen.
Das DFEH erklärte ebenfalls, dass der Vergleich Auswirkungen auf seinen Fall haben würde, und reichte eine eigene formelle Beschwerde ein, um den Vergleich anzufechten. Die DFEH erklärte, dass der Vergleich die Beschäftigten dem Schutz des kalifornischen Rechts entziehen würde, das nicht in die Zuständigkeit der EEOC fällt, und dass die Bestimmungen des Vergleichs die Vernichtung von Beweismaterial ermöglichen würden, das für ihren Fall benötigt wird. Die EEOC machte geltend, dass die Beschwerde einen Verstoß gegen die Berufsethik und einen Interessenkonflikt nach kalifornischem Recht darstelle, da ein Teil des DFEH-Rechtsteams zuvor an einem eigenen Fall der EEOC gegen Activision Blizzard gearbeitet habe. Die EEOC beantragte die Entfernung der Klage, und sollte die DFEH eine neue Klage einreichen wollen, müsste sie dies mit einem neuen Rechtsbeistand und ohne die Informationen tun, die in der vorherigen Klage verwendet worden waren. Activision Blizzard beantragte beim Gericht, das Verfahren im Fall der DFEH angesichts dieser von der EEOC aufgeworfenen ethischen Fragen zu unterbrechen, um Zeit für eine begrenzte Offenlegung durch ihren eigenen Rechtsbeistand zu haben, und wegen der neuen Komplexität des Falles einen Ortswechsel zu beantragen. Das Gericht lehnte den Antrag von Activision-Blizzard ab, die Klage im Oktober 2021 einzustellen, räumte ihnen aber die Möglichkeit ein, die dem Streit zugrunde liegende Ethikfrage zu prüfen. Das Gericht lehnte auch den Antrag Kaliforniens ab, der EEOC-Klage bis Dezember 2021 beizutreten, so dass die Vergleichsbedingungen bestehen blieben.
Die Anwältin Lisa Bloom, die eine Mitarbeiterin von Activision Blizzard vertrat, die behauptete, sie sei gefeuert worden, weil sie das Fehlverhalten am Arbeitsplatz gemeldet hatte, behauptete, der vom Unternehmen eingerichtete Fonds in Höhe von 18 Millionen Dollar sei zu niedrig, und forderte das Unternehmen auf, diesen auf 100 Millionen Dollar zu erhöhen, wobei die Opfer der Belästigung am Arbeitsplatz einen stärkeren Einfluss auf die Verwendung des Fonds haben sollten.
Jessica Gonzalez, eine ehemalige QA-Testerin und Gründerin von A Better ABK, legte gegen den Vergleich Berufung ein, der jedoch am 22. März 2022 vom Gericht abgelehnt wurde. Das Gericht akzeptierte daraufhin am 29. März 2022 die Bedingungen des 18-Millionen-Dollar-Vergleichs zwischen der EEOC und Activision Blizzard, die vorsahen, dass die Mitarbeiter, die das Vergleichsangebot annahmen, nicht in das laufende DFEH-Verfahren einbezogen werden.

## Gegenklage von Activision Blizzard
Activision Blizzard reichte im Dezember 2022 eine eigene Klage gegen das CRD ein, in der es behauptete, die Agentur arbeite mit Nachrichtenagenturen zusammen, um einen „Medienkrieg“ gegen das Unternehmen zu führen, und enthülle auch in den erforderlichen Gerichtsdokumenten nicht seine Verbindungen zu den Medien oder der CWA. Activision Blizzard behauptete auch, dass das CRD vor der Einreichung der Klage im Jahr 2021 nicht versucht habe, mit dem Unternehmen zu kommunizieren.

## Weitere Klage
Die Eltern einer ehemaligen Activision Blizzard-Mitarbeiterin, Kerri Moynihan, einer 32-jährigen Finanzmanagerin, die 2017 während einer Firmenklausur Selbstmord begangen hatte, reichten im März 2022 vor dem Los Angeles Superior Court eine Klage wegen widerrechtlicher Tötung gegen das Unternehmen ein. Sie verweist auf die Tatsache, dass der Vorgesetzte des Mitarbeiters in Gesprächen mit der Polizei und Activision Blizzard seine sexuelle Quid-pro-quo-Beziehung mit dem Mitarbeiter verschwiegen hatte, sowie auf die Versuche des Vorgesetzten, Beweise zu verbergen und die Situation zu vertuschen. In der Klage wird behauptet, dass Activision nicht in vollem Umfang mit der politischen Untersuchung des Selbstmordes kooperiert hat und dass das Versäumnis des Unternehmens, sofortige, geeignete und wirksame Abhilfemaßnahmen zu ergreifen und/oder alle angemessenen Schritte zu unternehmen, um zu verhindern, dass sexuelle Belästigung am Arbeitsplatz stattfindet, welches ein Hauptfaktor war, der zum Selbstmord und damit zum Tod führte. In der Klage wird auf den angeblich „feindseligen, einschüchternden, beleidigenden und missbräuchlichen“ Arbeitsplatz von Activision Blizzard verwiesen.

## Vorwürfe der Einmischung durch das Büro des Gouverneurs
Die Chefjuristin des DFEH, Janette Wipper, und ihre Stellvertreterin Melanie Proctor traten Anfang April 2022 aus nicht genannten Gründen von dem Fall zurück; Wipper wurde später vom kalifornischen Gouverneur Gavin Newsom als Chefjuristin entlassen. Proctor trat am 12. April 2022 aus Protest gegen die Entlassung von Wipper zurück. Sie beschuldigte Newsom und sein Büro, sich in den Prozess eingemischt zu haben, insbesondere, dass das Büro des Gouverneurs „wiederholt eine Vorankündigung der Prozessstrategie und der nächsten Schritte im Prozess“ verlangt habe und „die Interessen des Rechtsbeistands von Activision nachgeahmt“ habe, und schrieb, dass Wipper versucht habe, die Unabhängigkeit der Behörde zu schützen, was zu ihrer Entlassung geführt habe. Newsoms Büro hat die Vorwürfe zurückgewiesen

## Reaktionen
Manche Spieler haben ihre Abonnements für Spiele von Activision Blizzard gekündigt, obwohl dies, wie von Kotaku und Axios berichtet, bei den derzeitigen Mitarbeitern und einigen Spielern Bedenken hervorrief, dass dies zu Entlassungen führen könnte, die sich negativ auf die Mitarbeiter auswirken würden, die sie zu unterstützen versuchen. Einige World-of-Warcraft-Spieler haben Proteste im Spiel inszeniert und Massenabmeldungen organisiert oder Spendenaktionen für Wohltätigkeitsorganisationen veranstaltet, die Frauen und Farbige in der Spiele- und Technologiebranche unterstützen.
Mehrere Videospiel-Streamer auf Twitch und anderen Plattformen, die sich zuvor auf Blizzard-Spiele konzentriert hatten, weigerten sich nach Bekanntwerden der Klage, diese Spiele zu streamen, gaben Erklärungen gegen das Unternehmen ab und schlossen sich anderen Boykotts und Protesten an. Der beliebte World-of-Warcraft-Streamer Asmongold begann, Updates zur Klage und Kritik an Activision Blizzard in seine WoW-Streams einzubauen. Die Hearthstone-Streamerin Allie „Alliestrasza“ Macpherson entschied sich, keine exklusiven Details über eine neue Karte zu veröffentlichen, als die Vorwürfe bekannt wurden, und erstellte stattdessen ein Video, in dem sie ihre Solidarität mit den Mitarbeitern des Unternehmens zum Ausdruck brachte. Streamer und andere prominente Mitglieder der Videospiel-Community forderten die Spieler auf, am 28. Juli, dem Tag der Arbeitsniederlegung der Mitarbeiter, keine von Activision Blizzard hergestellten Spiele zu spielen, und verglichen das Spielen solcher Spiele an diesem Tag mit dem Überschreiten einer Streikpostenkette. Prominente Streamer wie Brian Kibler und Sean „Day[9]“ Plott unterstützten die Arbeitsniederlegung, indem sie an diesem Tag nicht streamten oder Spiele anderer Unternehmen streamten. Viele Mitglieder der Gaming-Community zeigten ihre Unterstützung für die Arbeitsniederlegung mit den Hashtags #ActiBlizzWalkout oder #ActBlizzWalkout auf Twitter.
Mindestens drei Videospiel-News-Websites, The Gamer, GameXplain und Prima Games, erklärten, dass sie nicht über Activision Blizzard-Spiele berichten würden, bis die Situation geklärt sei.
Mehrere ehemalige Blizzard-Führungskräfte haben sich öffentlich auf Twitter entschuldigt. Andere ehemalige Mitarbeiter von Activision Blizzard, darunter Morhaime und Mitglieder von Bungie und anderen Activision-Studios, die nicht im Zentrum der Klage stehen, brachten ihre Unterstützung für die Arbeitsniederlegung zum Ausdruck. Die Klage zog auch andere Unternehmen außerhalb von Activision Blizzard in die Debatte über Arbeitsplatzfragen in der Spieleindustrie mit ein. Jeff Strain, ein ehemaliger Blizzard-Mitarbeiter, schrieb einen offenen Brief, in dem er die Videospielindustrie aufforderte, die Notwendigkeit einer gewerkschaftlichen Organisierung in Betracht zu ziehen, um die Arbeitnehmer vor dieser Art von Managementproblemen zu schützen.
Jim Ryan, Leiter der PlayStation-Abteilung bei Sony, sagte, dass man sich nach der Veröffentlichung des Berichts an Activision Blizzard gewandt habe, um zu sehen, wie das Unternehmen die Situation bereinigen würde, aber „wir glauben nicht, dass ihre Erklärungen der Situation gerecht werden.“
Der Leiter der Xbox-Abteilung von Microsoft, Phil Spencer, erklärte in einer E-Mail an seine Mitarbeiter, dass er „beunruhigt und zutiefst beunruhigt über die schrecklichen Ereignisse und Handlungen“ sei, über die das Wall Street Journal berichtet hatte, und dass man „alle Aspekte unserer Beziehung zu Activision Blizzard prüfe und laufend proaktive Anpassungen vornehme“
Der CEO von Nintendo of America, Doug Bowser, erklärte, dass man ebenfalls mit Activision Blizzard in Kontakt stehe und dass „ich diese Berichte beunruhigend und verstörend finde. Sie widersprechen sowohl meinen Werten als auch Nintendos Überzeugungen, Werten und Richtlinien“.
Carly Kocurek, eine außerordentliche Professorin am Illinois Institute of Technology, sagte, dass die Reaktion auf die Activision-Blizzard-Klage eine «große Sache» sei und ein Wendepunkt in der Branche für die Gewerkschaften sein könnte, um die Rechte der Arbeitnehmer zu schützen und eine faire Behandlung zu gewährleisten. Der CNN-Reporter Rishi Iyengar sagte, der Fall habe das Potenzial, ein «Wendepunkt» für die Branche zu sein, da er nicht nur das von Männern dominierte Feld ins Rampenlicht rücke, sondern auch die Praxis, die Liebe der Angestellten zu Spielen auszunutzen, anstatt sie zu entlohnen, um sie zu zusätzlicher Arbeit zu zwingen, eine Praxis, die, wie Iyengar schrieb, von der männlich dominierten Belegschaft angetrieben wurde. Kari Paul vom Guardian berichtete auch über andere Branchenanalysten und Akademiker, die die Klage als einen möglichen Wendepunkt für die Branche betrachteten.
Microsoft kündigte seine Absicht an, Activision Blizzard im Januar 2022 für 68,7 Milliarden Dollar zu übernehmen, wobei der Abschluss des Geschäfts nach einer behördlichen Prüfung bis Mitte 2023 erwartet wird. Kotick erklärte, dass das Unternehmen das Geschäft aufgrund seiner schwächelnden Aktienposition akzeptierte, die es schwierig machte, mit anderen Unternehmen auf dem Videospielmarkt zu konkurrieren; während er sagte, dass Faktoren wie Verzögerungen bei Overwatch 2 und Diablo 4 sowie die schlechte Aufnahme von Call of Duty: Vanguard zu den Gründen für ihre schwache Position gehörten, führte er auch die DFEH-Klage als einen Faktor an. Diese Aussage von Kotick wurde von Mitarbeitern kritisiert, wobei ein Ingenieur sagte, die Aussage sei «die Spieleentwickler unter den Bus zu werfen, anstatt die Verantwortung für die Kultur zu übernehmen, die er geholfen hat, zu fördern»
n den SEC-Einreichungen von Activision Blizzard im Zusammenhang mit der Übernahme durch Microsoft heißt es, dass Microsoft in den Tagen nach dem Bericht des Wall Street Journal vom November 2021 an das Unternehmen herangetreten sei, um die Gespräche über eine Übernahme wieder aufzunehmen. Sowohl das Wall Street Journal als auch Bloomberg News berichteten, dass der Vorstand von Activision Blizzard zwar Optionen für eine Übernahme in Erwägung gezogen hatte, aber nach dem Bericht des Wall Street Journals vom November 2021 um Koticks Führung besorgt war und schnell der Übernahme durch Microsoft zustimmte, um Kotick einen würdevollen Abgang zu ermöglichen.
Nachdem Ethan Gach von Kotaku Keighley dafür kritisierte, dass er sich weigere, „Partei zu ergreifen“, und darauf hinwies, dass dem Beirat der Show auch Activision-Präsident Rob Kostich angehöre, erklärte Keighley, dass Blizzard außerhalb seiner nominierten Spiele nicht an der Zeremonie 2021 teilnehmen werde.